# ケータイ刑事 銭形泪
『ケータイ刑事 銭形泪』（ケータイでか ぜにがたるい）は、2004年1月4日から9月26日までBS-iで放送されたテレビドラマ。ケータイ刑事 銭形シリーズの第3作目。1stシリーズは全13話、2ndシリーズは全26話（計39話）。主演は黒川芽以。

## 概要

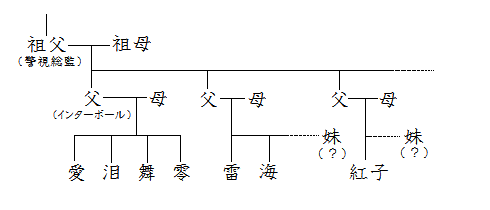
銭形家の家系図

警視総監を祖父に持つIQ180の女子高校生で、銭形四姉妹の次女・銭形泪が、携帯電話を武器に難事件を解決する刑事ドラマ。
このドラマの特徴として、低予算ながら画期的な企画に挑戦してきたことが挙げられる。1stシリーズ第9話では公開収録、2ndシリーズ第10話では一般公募のシナリオの採用、第14・15話ではミュージカル仕立て、第16・17話ではそれぞれ、同局のドラマ『さそり』、『怪談新耳袋』とのコラボレーション、第20話では1つの部屋の中のみでストーリーを進行させるという試み、第23-26話では映画『シベリア超特急』とのコラボレーションを行った。
2006年2月4日に池袋シネマサンシャインにて、映画『ケータイ刑事 THE MOVIE バベルの塔の秘密〜銭形姉妹への挑戦状』の公開初日舞台挨拶が行われた際、銭形舞役の堀北真希とともにケータイ刑事シリーズ卒業式が行われた。

### 特記
- ケータイ刑事 銭形シリーズの中で放送期間が2番目に長い作品（全39話）である（最も長いのは、全40話の『ケータイ刑事 銭形雷』）。
- シリーズを通して唯一、ケータイ刑事手帳、カレンダー、CDなどのオリジナルグッズが発売された作品である。また、主人公の髪型がクールごとに3パターン変化し、シリーズで初めて夏服を披露した作品でもある。相棒刑事・五代潤役の山下真司が、1stシリーズで降板。2ndシリーズから相棒刑事役が、高村一平役の草刈正雄に代わった（作品の途中で相棒刑事が代わったのは本作品が初である）。
- 草刈正雄は1977年の刑事ドラマ『華麗なる刑事』でも高村一平役として出演している。
- 当初、本作品の主人公の名前は「れい（麗）」になる予定だったが、黒川芽以のそれまでの出演作品に泣く演技が多かったこと、演技力において特に泣く演技の評価が高かったことから「るい（泪）」という名前に変更された。また、毎回必ず1度は泪が嘘泣きをするシーンがあり、さらに1stシリーズ第13話、2ndシリーズ第4話、第13話、第22話など、泪が本当に泣くシーンもある。
- 本作品には「要人暗殺を企て、国家転覆を目論むテロリストグループ“海王星団”」なる集団が登場する。1stシリーズ最終話、2ndシリーズ最終話（および第13話）は、この海王星団絡みのエピソードであり、海王星団が本作品最大の敵とする見方もある。1stシリーズ第3話には、テロリストグループ「海王星」というのもセリフで語られるのみだが登場する。
- 1stシリーズ第2話、第13話で泪はマフラーをして捜査をしていたが、犯人を捕獲する際の決めゼリフのシーン（バンク映像）ではマフラーをしていないため、そのときだけ突然マフラーを外したような流れになっている。
- 1stシリーズにおいての泪の髪型は肩にかかったボブ風のセミショートであるが、唯一第5話（の前半）のみポニーテールで登場している。ちなみに2ndシリーズ前半での泪の髪型はポニーテールである。
- 『ケータイ刑事 銭形零』『ケータイ刑事 銭形雷』『ケータイ刑事 銭形海』において、時折高村が歌う「高村一平・バーボン刑事のテーマ」は、本作品の2ndシリーズ第14話で初披露された。零はそのことを知らない（設定である）ため、高村が歌った時に「これなんですか?」と不思議がっていた。
- 2ndシリーズ第15話のみOPが流れず、ドラマ部分から始まる。これは第15話が第14話と合わせて前編後編の後編であるため繋がりを重視しているためである。なお、OPで流れるはずの出演者やスタッフの名前などは、ドラマの最後にスタッフロールとして流れる。
- ケータイ刑事シリーズは各話に必ずゲスト俳優が出演するが、2ndシリーズ第20話は（本作品を含め）シリーズ通して唯一ゲストが登場せず、主要キャスト3人（泪、高村、柴田）のみで進行するエピソードである（事件の被害者や犯人は写真、もしくは主要キャストたちの想像シーンでのみ登場し、演じて（？）いるのは本作品のスタッフである）。また、時効成立寸前となった15年前の事件を解決するというエピソードであるため、入電ボイスが入るタイミングも通常とは異なり、エンディングも普通の済マークではなく「まもなく済」となっている。
- 銭形4姉妹は他の作品に姉妹が出演することはない（台詞中に名前が出ることやメールでの登場はある）が、唯一の例として『ケータイ刑事 銭形零』2ndシリーズ第4話に本作品1stシリーズのポスターが映るシーンがあり、そこに泪（と五代）の顔が映し出されている。この回は、本作品の地上波再放送で起きた放送事故をネタにしたエピソードであるため、ジョーク上の演出だと思われる（後述参照）。
- ドラマのオープニングは1stシリーズと2ndシリーズの前半・後半、その3つに「アナザーストーリー シベリア超特急刑事」バージョンを含め、計4種類ある。また、それに伴いポスターも4種類ある。なお、DVD-BOXのジャケットは計3種類である。
- 「ケータイ刑事 THE MOVIE バベルの塔の秘密〜銭形姉妹への挑戦状」の舞台挨拶時に行われたケータイ刑事シリーズ卒業式で、黒川は卒業証書が読み上げられる段階から感極まって号泣した。

## 登場人物
キャスト
- 銭形泪：黒川芽以
- 五代潤：山下真司（1stシリーズの出演）
- 高村一平：草刈正雄（2ndシリーズ本編の出演）
- 閣下：水野晴郎（2ndシリーズ アナザーストーリーの出演）
- 柴田太郎：金剛地武志
- 佐藤公安：佐藤二朗
- 「警視庁から入電中」ボイス：小林麻耶（TBSアナウンサー）

## 主題歌
- 泪の海（歌：黒川芽以、コーラス：LINDA、作詞：丹羽多聞アンドリウ・ASSASSIN、作曲：遠藤浩二）

1stシリーズ第1話-2ndシリーズ第13話は英語詞のコーラスのみ（通称:TVバージョン）で、2ndシリーズ第14話からは歌詞付きで主演である黒川芽以が歌う「泪の海（namida no umi）」に変わる。サビである冒頭の英語詞のコーラスはTVバージョンと同じだが、歌詞の部分のメロディやアレンジが異なる。

## 放送リスト

### 1stシリーズ
| 話数 | タイトル                                                               | 脚本     | 演出       | 出演ゲスト         | 初回放送日   |
| ---- | ---------------------------------------------------------------------- | -------- | ---------- | ------------------ | ------------ |
| 1    | 涙を武器にする女～かるたクイーン殺人事件                               | 渡邉睦月 | 安藤尋     | 宝積有香、佐藤二朗 | 2004年1月4日 |
| 2    | 海王星人は実在する～未知との遭遇殺人事件                               | 渡辺千穂 | 鈴木浩介   | 山中聡             | 1月11日      |
| 3    | 泪と五代の張り込み大作戦！～一億円消失事件                             | 三宅隆太 | 鈴木浩介   | 緋田康人           | 1月18日      |
| 4    | 舞台の上で死ねれば本望だ！～劇団ちからわざ俳優殺人事件                 | 佐藤二朗 | 加藤章一   | 佐藤二朗           | 1月25日      |
| 5    | 浦島太郎一族の悲劇！～目撃者は亀！殺人事件                             | 小杉晶子 | 加藤章一   | 佐藤二朗           | 2月1日       |
| 6    | 牛、熊、鮭、強いのは誰だ？～動物奇想天外殺人事件                       | 渡辺千穂 | 安藤尋     | 弘中麻紀           | 2月8日       |
| 7    | 時に愛は命を奪う～恋愛小説家殺人事件                                   | 渡邉睦月 | 佐々木浩久 | 石野真子           | 2月15日      |
| 8    | 怪奇！よみがえったツタンカーメンのご近所さん！～ミイラ男の呪い殺人事件 | 三宅隆太 | 佐々木浩久 | 諏訪太朗           | 2月22日      |
| 9    | BS初!!ドラマ公開収録～超能力殺人事件                                   | 渡邉睦月 | 古厩智之   | 坂井真紀           | 2月29日      |
| 10   | 爆弾魔からの挑戦状～手錠は爆弾を結ぶ                                   | 中邨武尊 | 高津泰行   | 佐藤二朗           | 3月7日       |
| 11   | 花粉症にご用心！～サラリーマン銀太郎殺人事件                           | 渡辺千穂 | 高津泰行   |                    | 3月14日      |
| 12   | さて、問題です！～嘘つきクラブ殺人事件                                 | 林誠人   | 三原光尋   | 中島ひろ子         | 3月21日      |
| 13   | 助けて、五代さん！～銭形泪冤罪事件                                     | 渡邉睦月 | 安藤尋     | 矢島健一、佐藤二朗 | 3月28日      |

### 2ndシリーズ
| 話数 | タイトル                                                                                   | 脚本     | 演出       | 出演ゲスト                     | 初回放送日   |
| ---- | ------------------------------------------------------------------------------------------ | -------- | ---------- | ------------------------------ | ------------ |
| 1    | 消えた凶器を探せ！～お花見殺人事件                                                         | 渡邉睦月 | 安藤尋     | 宝積有香                       | 2004年4月4日 |
| 2    | 音で人を殺せるか？～売れっこ漫画家殺人事件                                                 | 渡辺千穂 | 佐々木浩久 | 戸田昌宏、ト字たかお、滝本ゆに | 4月11日      |
| 3    | 亜空間を越える死体～ノーベル賞的殺人事件                                                   | 中邨武尊 | 佐々木浩久 | 並樹史朗                       | 4月18日      |
| 4    | 高村刑事、絶体絶命！～正しい日本語殺人事件                                                 | 渡邉睦月 | 加藤章一   | 小林麻耶                       | 4月25日      |
| 5    | 盗まれた李の秘宝？～銭形泪探偵団VS怪人十面相事件                                           | 渡辺千穂 | 加藤章一   | 久松信美、佐藤二朗             | 5月2日       |
| 6    | 相棒を逮捕せよ！～ともだちの輪殺人事件                                                     | 中邨武尊 | 吉村剛弘   | 佐藤二朗                       | 5月9日       |
| 7    | あーもったいない！～殺人（秘）節約術                                                       | 渡邉睦月 | 豊島圭介   |                                | 5月16日      |
| 8    | おーっほほほほほほほ！～お犯人はアナタお殺人お事件                                         | 岩村匡子 | 三宅隆太   | 佐藤二朗                       | 5月23日      |
| 9    | シャーロキアンは知っている～「赤毛連盟」殺人事件                                           | 渡辺千穂 | 田沢幸治   |                                | 5月30日      |
| 10   | ミステリー作家の挑戦状～犯人は私だ！殺人事件                                               | 中村智博 | 田沢幸治   | モロ師岡                       | 6月6日       |
| 11   | 雨音は殺しの調べ～男子三楽坊殺人事件                                                       | 渡邉睦月 | 安藤尋     |                                | 6月13日      |
| 12   | 千里眼を持つ女～全てお見通し殺人事件                                                       | 中邨武尊 | 桜庭信一   |                                | 6月20日      |
| 13   | さよなら、柴田さん～無差別爆破事件                                                         | 渡邉睦月 | 安藤尋     | 矢島健一                       | 6月27日      |
| 14   | BS初のミュージカル!!～歌って踊って殺人事件（前編）                                         | 林誠人   | 佐々木浩久 | ひふみかおり、大津年金手帳     | 7月4日       |
| 15   | BS初のミュージカル!!～歌って踊って殺人事件（後編）                                         | 林誠人   | 佐々木浩久 | ひふみかおり、大津年金手帳     | 7月11日      |
| 16   | ああ、さそり違い～銭形泪誘拐事件                                                           | 中邨武尊 | 鈴木浩介   | 木下ほうか                     | 7月18日      |
| 17   | 真夏の百物語～怪談新耳袋殺人事件                                                           | 渡辺千穂 | 豊島圭介   | 山中聡                         | 7月25日      |
| 18   | 君の瞳はゲッツーコース！～野球大会殺人事件                                                 | 佐藤二朗 | 加藤章一   | 斉藤暁、佐藤二朗               | 8月1日       |
| 19   | よっ、座布団一枚！～人気落語家殺人事件                                                     | 三宅隆太 | 加藤章一   | つまみ枝豆                     | 8月8日       |
| 20   | 赤坂の中心で、愛を叫ぶ～時効直前！赤坂超美人ホステス殺人事件                               | 中邨武尊 | 井口昇     |                                | 8月15日      |
| 21   | 殺しを語る肖像画～軽井沢夫人殺人事件                                                       | 中山智博 | 吉川厚志   | 入江雅人                       | 8月22日      |
| 22   | 相棒を射殺せよ!～催眠術殺人事件                                                            | 渡邉睦月 | 佐々木浩久 | 三輪ひとみ、矢島健一           | 8月29日      |
| 23   | アナザーストーリー シベリア超特急刑事 まりもクイーンVS女王卑弥呼～邪馬台国を迎撃せよ！     | 林誠人   | 安藤尋     | 喜多嶋舞、水野晴郎、佐藤二朗   | 9月5日       |
| 24   | アナザーストーリー シベリア超特急刑事 第三帝国からの挑戦状～アドルフ・ヒトラーを迎撃せよ！ | 中邨武尊 | 桜庭信一   | 半海一晃、水野晴郎、佐藤二朗   | 9月12日      |
| 25   | アナザーストーリー シベリア超特急刑事 未確認生物メッシー現る～マルコポーロを迎撃せよ！     | 福田裕子 | 田沢幸治   | 水野晴郎、佐藤二朗             | 9月19日      |
| 26   | アナザーストーリー シベリア超特急刑事 最終決戦！ケー刑事VSシベ超～水野晴郎を迎撃せよ！     | 林誠人   | 三原光尋   | 水野晴郎、佐藤二朗             | 9月26日      |

※日付はBS-TBSにおける初回放送日。
※セカンドシリーズ本編の最終話は正確には第22話であり、第23-26話は番外編（アナザーストーリー）の扱いである。

## アナザーストーリー シベリア超特急刑事
2ndシリーズ本編終了後に、番外編（アナザーストーリー）として全4話が放送された。このアナザーストーリーは、映画『シベリア超特急』とのコラボレーション企画であり『シベリア超特急』シリーズの主役兼監督である水野晴郎が閣下役で出演している代わりに、2ndシリーズでの相棒役であった高村一平役の草刈正雄は出演していない。また、このアナザーストーリーのみ「柴田太郎の鑑識メモ」の代わりに「閣下のお言葉」が放送された。なお、タイトルが『シベリア超特急刑事』となっているが、この『シベリア超特急刑事』とは閣下を指しているのか、泪を指しているのかは明らかにされていない。
ちなみにケータイ刑事シリーズが初めて『シベリア超特急』とコラボレートしたのは、シリーズ第2作目の『ケータイ刑事 銭形舞』第5話である。この時の水野は映画『シベリア超特急』と同じく山下奉文役で出演した（厳密にいうと“山下奉文役を演じていた水野晴郎”としての出演）。
これらの出演がきっかけで、水野は映画『ケータイ刑事 THE MOVIE バベルの塔の秘密〜銭形姉妹への挑戦状』にも出演した。
オープニングには2ndシリーズ本編から引き続き佐藤公安が登場しているが、本編には出演していない。ただし、佐藤公安役の佐藤二朗は全4話全てにおいて別の役（および佐藤二朗そのもの）で出演している。

## ショートフィルム道
2007年2月19日にBS-TBSにて放送され、3月19日に再放送された。内容は2006年2月1日に発売された「泪フィギュア限定BOX」に収録されていたDVDの内容と同じである。ただし、時間の関係で、DVDの全てではない。

## 放送事故
2004年10月1日、地上波TBSで放送予定だった『ケータイ刑事 銭形泪』1stシリーズ第4話が放送されず、2ndシリーズ第4話が放送されてしまった。当時、高村刑事役の草刈正雄は、BS-TBSの放送に登場したのみで、時期遅れで放送していた地上波には一度も登場していなかった。視聴者からの指摘により同日、TBSが「テープの確認ミス」と説明し、謝罪した。
その後、『ケータイ刑事 銭形零』2ndシリーズ第4話で、この放送事故を自らパロディ化した「おっちょこちょいなミステイク 〜放送事故殺人事件〜」という話を放送している。

## 携帯電話用ゲーム
- iモード用有料ゲームサイト「ゲームWorld激安」ゲームコーナー（iアプリ）内ケータイ刑事コーナー
  - ケータイ刑事 銭形泪15パズル〜銭形泪編
  - ケータイ刑事 銭形泪15パズル〜高村一平編
  - ケータイ刑事 銭形泪15パズル〜柴田太郎編
  - ケータイ刑事 銭形泪〜炭水化物殺人事件
  - ケータイ刑事RPG〜伝説のケータイを探せ

## DVD
ケータイ刑事 銭形泪 DVD-BOX I
- DVD-Video 四枚組
- 規格番号: BBBJ-9115
- 2004年10月22日発売
- 初回特典: 第9話公開収録特別映像DVD
- 発売元: TBS
- 販売元: 株式会社ハピネット・ピクチャーズ

ケータイ刑事 銭形泪 DVD-BOX II
- DVD-Video 四枚組
- 規格番号: BBBJ-9116
- 2005年2月25日発売
- 初回特典: 銭形泪オリジナルカレンダー
- 発売元: TBS
- 販売元: 株式会社ハピネット・ピクチャーズ

ケータイ刑事 銭形泪 DVD-BOX III
- DVD-Video 四枚組
- 規格番号: BBBJ-9117
- 2005年6月24日発売
- 初回特典: 銭形泪携帯ストラップ
- 発売元: TBS
- 販売元: 株式会社ハピネット・ピクチャーズ